# Carlton (Kansas)
Carlton es una ciudad ubicada en el condado de Dickinson en el estado estadounidense de Kansas. En el año 2010 tenía una población de 42 habitantes y una densidad poblacional de 105 personas por km².

## Geografía
Carlton se encuentra ubicada en las coordenadas 38°41′12″N 97°17′38″O / 38.68667, -97.29389 (38.686786, -97.294015).

## Demografía
Según la Oficina del Censo en 2000 los ingresos medios por hogar en la localidad eran de $33,125 y los ingresos medios por familia eran $33,125. Los hombres tenían unos ingresos medios de $22,188 frente a los $13,750 para las mujeres. La renta per cápita para la localidad era de $9,750. Alrededor del 0% de la población estaban por debajo del umbral de pobreza.